# Gauliga Berlin-Brandenburg 1937/38
De Gauliga Berlin-Brandenburg 1937/38 was het vijfde voetbalkampioenschap van de Gauliga Berlin-Brandenburg. Berliner SV 92 werd kampioen en plaatste zich voor de eindronde om de Duitse landstitel, waar de club in de groepsfase uitgeschakeld werd. 

## Eindstand
| Plaats | Club                        | Wed. | W  | G | V  | Saldo | Ptn.  |
| ------ | --------------------------- | ---- | -- | - | -- | ----- | ----- |
| 1.     | Berliner SV 92              | 18   | 11 | 5 | 2  | 37:19 | 27:9  |
| 2.     | Hertha BSC                  | 18   | 10 | 7 | 1  | 44:26 | 24:12 |
| 3.     | Tennis Borussia Berlin      | 18   | 11 | 2 | 5  | 48:24 | 24:12 |
| 4.     | SC Wacker 04 Tegel          | 18   | 7  | 4 | 7  | 36:42 | 18:18 |
| 5.     | SV BEWAG Berlin             | 18   | 6  | 4 | 8  | 32:35 | 16:20 |
| 6.     | SC Union 06 Oberschöneweide | 18   | 7  | 2 | 9  | 37:43 | 16:20 |
| 7.     | TSV Friesen Cottbus         | 18   | 5  | 5 | 8  | 40:43 | 15:21 |
| 8.     | Brandenburger SC 05         | 18   | 4  | 6 | 8  | 34:41 | 14:22 |
| 9.     | SC Nowawes 03               | 18   | 3  | 6 | 9  | 24:39 | 12:24 |
| 10.    | Berliner FC Viktoria 1889   | 18   | 3  | 5 | 10 | 28:48 | 11:25 |

|  | Kampioen   |
|  | Degradatie |

## Promotie-eindronde

### Groep A
| Plaats | Club                        | Wed. | W | G | V | Saldo | Ptn. |
| ------ | --------------------------- | ---- | - | - | - | ----- | ---- |
| 1.     | SpVgg Blau-Weiß 1890 Berlin | 4    | 2 | 1 | 1 | 5:03  | 5:03 |
| 2.     | BSG Lorenz Berlin           | 4    | 2 | 1 | 1 | 4:04  | 5:03 |
| 3.     | SpVgg Guben                 | 4    | 1 | 0 | 3 | 3:05  | 2:06 |

|  | Promotie naar Gauliga Berlin-Brandenburg 1938/39 |

### Groep B
| Plaats | Club                     | Wed. | W | G | V | Saldo | Ptn. |
| ------ | ------------------------ | ---- | - | - | - | ----- | ---- |
| 1.     | SC Minerva 93 Berlin     | 4    | 4 | 0 | 0 | 10:02 | 8    |
| 2.     | BSG Deutsche Bank Berlin | 4    | 1 | 0 | 3 | 6:10  | 2:06 |
| 3.     | FC Amicitia Forst        | 4    | 1 | 0 | 3 | 4:08  | 2:06 |